# بيل شامبيرس
بيل شامبيرس (بالإنجليزية: Bill Chambers)‏ (10 أغسطس 1906 في المملكة المتحدة - 1978) هو لاعب كرة قدم بريطاني (وحمل سابقاً جنسية المملكة المتحدة لبريطانيا العظمى وأيرلندا) في مركز مهاجم داخلي. لعب مع أولدهام أثلتيك وبولتون واندررز وشروزبري تاون ونادي بيرنلي ووست بروميتش ألبيون ونادي تشستر سيتي ونادي هاليفاكس تاون ونادي ووستر سيتي ونادي باث سيتي ودارلاستون تاون وLovell's Athletic F.C. ‏ وWednesbury Town F.C. ‏.